# Francisco Pico (militar)
El coronel Francisco Pico fue un destacado militar de la guerra de la independencia y de las guerras civiles argentinas.

## Biografía
Nació en la ciudad de Buenos Aires el 23 de mayo de 1779, hijo de Esteban Pico y María Casilda Duardo (Casilda de Waldo), de buena posición en la sociedad porteña.
Contrajo matrimonio el 30 de noviembre de 1802 con la patricia Benita del Rosario Nazarre, hija de Antonio Nazarre y Teresa Pérez de Asiáin.
El 10 de octubre de 1803 nació su hijo Francisco_Pico_(hijo), futuro destacado jurisconsulto.
Producidas las Invasiones Inglesas se integró al primer batallón de la Legión de Patricios Voluntarios Urbanos, en el cual se desempeñó como capitán de granaderos con el grado de teniente coronel urbano.
El 1 de enero de 1809, al producirse un movimiento juntista encabezado por Martín de Álzaga contra el Virrey Santiago de Liniers, siguió a su comandante Cornelio Saavedra en el sostén de la autoridad legal. Reorganizadas las milicias por el nuevo virrey Baltasar Hidalgo de Cisneros, recibió el nombramiento de capitán de la 3.ª Compañía de Granaderos del Regimiento N.º 1 de Infantería.

### La revolución
En el Cabildo del 22 de mayo de 1810, votó por la moción de su comandante, Saavedra.
El 25 de mayo fue uno de los firmantes del petitorio que dio nacimiento a la Primera Junta. El 9 de noviembre de 1810, fue ascendido a sargento mayor de los regimientos N.º 1 y 2.
Como hombre de Saavedra, en la revolución del 5 y 6 de abril de 1811 apoyó al movimiento de los orilleros y firmó el Acta hecha en el Cabildo accediendo a las exigencias de los manifestantes.

### Ejército del Norte
Fue agregado al Regimiento N° 6 de Infantería (o 6 del Perú) al mando del teniente coronel Ignacio Warnes destinado al Ejército del Norte en la Segunda expedición auxiliadora al Alto Perú al mando del general Manuel Belgrano.

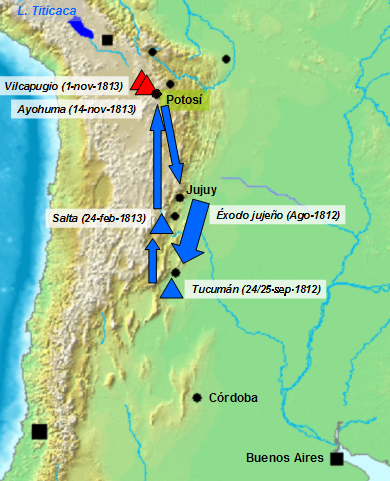
Segunda Campaña al Alto Perú (1812-1813). Los triángulos representan las batallas: azules para las victorias independentistas (Éxodo jujeño, Tucumán y Salta) y rojas para las victorias realistas (Vilcapugio y Ayohuma).

Tras ser reducido su regimiento a batallón, en agosto de 1812 participó del repliegue de los patriotas al sur, el llamado Éxodo Jujeño.
Belgrano designó al teniente coronel Pico su edecán.
En San Miguel de Tucumán Belgrano desobedeció la orden de retirarse a Córdoba y el 24 de septiembre se enfrentó y venció a las tropas realistas al mando de Pío Tristán en la batalla de Tucumán.
En su parte del 29 de septiembre, Belgrano recomienda a Pico:

"Ya dixe á V. E. en mi parte del 26 que desde el último individuo del Exto. hasta el de. maior graduacion se han comportado con el maior honor y valor; pero debo recomendar mui particularmente al coronel D. Josef Moldes, que me há acompañado en todo, me há ayudado, y manifestado un animo heroico, y el deseo de salvar la Patria: á mi Edecan el Teniente coronel D. Franc°. Pico, y Ayudantes el capitan Dn. Amaro Bilvao, y Tte. D. Manuel de la Saquera á los Ayudantes del Mayor Gral, capn. D. Eustoquio Moldes, y Tente. D. Alexandro Heredia."
Manuel Belgrano, Parte de la batalla, Tucuman 29 de septiembre de 1812.

Habiendo sin embargo sufrido fuertes bajas, en Tucumán Belgrano reorganizó su ejército. El Batallón N° 6 fue aumentado con tropas llegadas de Buenos Aires y reclutas de la provincia por lo que se lo restituyó a la jerarquía de regimiento. El nuevo Regimiento N° 6 de Infantería contaba con dos batallones de seis compañías cada uno, y al mando del primero fue designado el teniente coronel Francisco Pico.

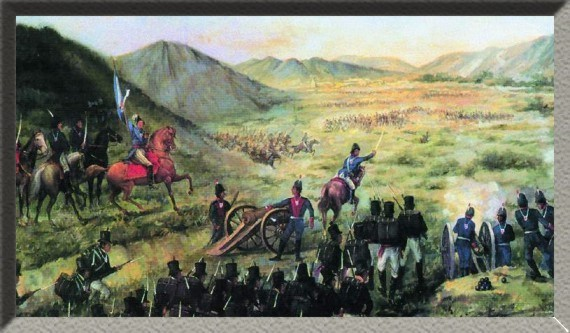
Batalla de Salta.

El 20 de febrero de 1813 las fuerzas patriotas vencieron a las realistas en la Batalla de Salta. Pico participó al mando de su batallón del 6 del asalto a la ciudad defendida por las tropas de Tristán y en la posterior reorganización de las fuerzas durante la batalla, el primer batallón del número 6 al mando del teniente coronel Francisco Pico, quien consta en el parte como comandante interino del regimiento, constituyó la tercera columna del ejército patriota.
Sus secciones estaban al mando de los capitanes Manuel Rafael Ruiz, Melchor Telleria, Pedro Domingo Isnardi y Juan Pardo de Zela.

### Teniente Gobernador
Cuando Belgrano prosiguió su avance adentrándose en el Alto Perú, el ahora sargento mayor Pico quedó en Jujuy nombrado el 4 de abril de 1812 por Belgrano como teniente gobernador en reemplazo de Manuel Celedonio Gorriti, ejerciendo el cargo hasta el 15 de mayo, en que fue sustituido por el coronel José Bolaños.
No hay acuerdo si Pico estuvo presente en las derrotas de Vilcapugio (1 de octubre de 1813) y Ayohuma (14 de noviembre).
En Vilcapugio destacó su regimiento, pese a lo que Pico no es mencionado en el parte.
No obstante Pico continuó en las listas de revista del regimiento 6 de infantería y el 31 de enero de 1814, mes en que Belgrano es reemplazado por José de San Martín, figura como coronel graduado y jefe interino de esa unidad, que un mes después fue disuelta y sus integrantes transferidos al Regimiento N° 1.
El 13 de junio de 1814 el primer Director Supremo de las Provincias Unidas del Río de la Plata Gervasio Antonio de Posadas designó a Pico al frente de la gobernación de Catamarca en reemplazo del coronel Domingo Ortiz de Ocampo. Pico inició su mandato el 20 de julio pero el 26 de Setiembre renunció y el 15 de octubre fue sucedido por el coronel Feliciano de la Mota Botello.

### Comandancia de Fronteras
Ascendió a coronel efectivo el 16 de febrero de 1815 y fue nombrado comandante general de Fronteras ejerciendo además la jefatura del Regimiento N.º 5 de Milicias de Caballería de Campaña de Buenos Aires, con asiento en la Guardia de Luján, puesto en el que permaneció por cuatro años.
Durante los inicios de la llamada Anarquía del Año XX, a comienzos de 1819, Pico recibió órdenes de reunir en Pergamino las milicias de la campaña para defender Buenos Aires del ataque de las montoneras santafecinas de Estanislao López.
Parte de las fuerzas santafecinas tras capturar San Nicolás de los Arroyos se dirigió a Pergamino al mando de Pedro Campbell. La columna contaba con entre 600 y 800 hombres de caballería.
En las primeras horas del 16 de enero las fuerzas de Campbell atacaron el fortín, defendido por Pico con un destacamento de 38 Dragones porteños y unos pocos milicianos. La villa de Pergamino estaba defendida por el coronel Juan José Obando, un oficial santafesino partidario de Mariano Vera y que había tomado partido por el Directorio en 1818, pero al producirse el ataque Obando se retiró quedando sólo el pequeño destacamento de Pico.
En el combate Pico fue herido de un sablazo en la cabeza. Los defensores se rindieron a condición de ser respetada la vida. En el parte de los vencedores, dictado en su cuartel general en el Rosario el 22 de enero de 1819, consta que han sido capturados en Pergamino algunos oficiales y unos cien hombres, entre los primeros el Coronel Francisco Pico.
Fue conducido gravemente herido en una carreta hasta San Lorenzo e internado en el Hospicio de esa ciudad, donde murió de sus heridas a las 4 de la mañana del 24 de enero de 1819, como consta en una solicitud que presentó su esposa al gobierno el 26 de abril de ese año solicitando el pago de los sueldos adeudados a su extinto esposo.
Su viuda, Benita del Rosario Nazarre de Pico, murió en Buenos Aires el 5 de enero de 1843.